# 소니 에릭슨 엑스페리아 X10
소니 에릭슨 엑스페리아 X10(Sony Ericsson XPERIA X10)은 소니 에릭슨이 출시한 안드로이드 기반 스마트폰이다. 엑스페리아 X10은 2009년 11월 3일에 처음 모습을 드러냈다.
그 뒤 영국에서 처음으로 2010년 3월 22일에 발매되었다. 대한민국에는 2010년 6월 23일부터 구입이 가능하다.

## 운영 체제 업데이트
안드로이드 1.6 도넛으로 첫 출시한 소니 에릭슨 엑스페리아 X10은 2010년 11월 3일 안드로이드 2.1 이클레어 업데이트를 제공하였다.
2011년 1월 7일, 소니 에릭슨은 엑스페리아 X10의 안드로이드 2.2 프로요를 제공하지 않을 것이라고 하였다. 하지만 2011년 3월 28일, 소니 에릭슨은 안드로이드 2.2 프로요를 제공하지 않지만 이를 건너뛰고 안드로이드 2.3.3 진저브레드를 제공할 것이라고 밝혔다.
2011년 8월 3일, 영국에서 안드로이드 2.3.3 진저브레드 업데이트가 시작되었지만 대한민국은 아직까지 지원하지 않고 있다.

## 같이 보기
- 갤럭시 넥서스